# Kajakarstwo na Letnich Igrzyskach Olimpijskich 2016 – K-1 200 m mężczyzn
K-1 200 metrów mężczyzn to jedna z konkurencji w kajakarstwie klasycznym rozgrywanych podczas Letnich Igrzysk Olimpijskich 2016. Kajakarze rywalizowali między 19 a 20 sierpnia na torze Lagoa Rodrigo de Freitas.

## Terminarz
Wszystkie godziny są podane w czasie brazylijskim (UTC-03:00)
| Data             | Godzina |            |
| ---------------- | ------- | ---------- |
| 19 sierpnia 2016 | 9:00    | Eliminacje |
| 19 sierpnia 2016 | 10:07   | Półfinały  |
| 20 sierpnia 2016 | 9:00    | Finały     |

## Wyniki

### Eliminacje
Pięciu najlepszych kajakarzy z każdego biegu plus najszybszy z szóstego miejsca awansowało do półfinałów.
Bieg 1
| Pozycja | Zawodnik            | Czas   | Uwagi |
| ------- | ------------------- | ------ | ----- |
| 1       | Ronald Rauhe        | 34.350 | Q     |
| 2       | Manfredi Rizza      | 34.726 | Q     |
| 3       | Mark de Jonge       | 34.898 | Q     |
| 4       | Aleksejs Rumjancevs | 35.175 | Q     |
| 5       | César de Cesare     | 35.216 | Q     |
| 6       | Paweł Kaczmarek     | 35.562 |       |
| 7       | Edson Silva         | 35.665 |       |
| 8       | Aleksiej Diergunow  | 36.647 |       |

Bieg 2
| Pozycja | Zawodnik             | Czas   | Uwagi |
| ------- | -------------------- | ------ | ----- |
| 1       | Maxime Beaumont      | 34.322 | Q     |
| 2       | Saúl Craviotto       | 34.694 | Q     |
| 3       | Péter Molnár         | 35.102 | Q     |
| 4       | Jewgienij Łukancow   | 35.245 | Q     |
| 5       | Cho Kwang-hee        | 35.402 | Q     |
| 6       | Fidel Antonio Vargas | 35.561 |       |
| 7       | Filip Šváb           | 35.567 |       |

Bieg 3
| Pozycja | Zawodnik          | Czas   | Uwagi |
| ------- | ----------------- | ------ | ----- |
| 1       | Liam Heath        | 34.327 | Q     |
| 2       | Stephen Bird      | 34.650 | Q     |
| 3       | Marko Novaković   | 34.938 | Q     |
| 4       | Ignas Navakauskas | 35.144 | Q     |
| 5       | Petter Menning    | 35.264 | Q     |
| 6       | Rubén Voisard     | 35.491 | Q     |
| 7       | Karim Elsayed     | 37.294 |       |

## Półfinały
Czterech najszybszych kajakarzy z każdego półfinału awansowało do finału. Pozostali awansowali do finału B.
Półfinał 1
| Pozycja | Zawodnik           | Czas   | Uwagi |
| ------- | ------------------ | ------ | ----- |
| 1       | Liam Heath         | 34.076 | FA    |
| 2       | Ronald Rauhe       | 34.180 | FA    |
| 3       | Saúl Craviotto     | 34.545 | FA    |
| 4       | Mark de Jonge      | 34.775 | FA    |
| 5       | Marko Novaković    | 34.778 |       |
| 6       | Petter Menning     | 35.562 |       |
| 7       | Jewgienij Łukancow | 35.567 |       |
| 8       | César de Cesare    | 35.936 |       |

Półfinał 2
| Pozycja | Zawodnik            | Czas   | Uwagi |
| ------- | ------------------- | ------ | ----- |
| 1       | Maxime Beaumont     | 34.398 | FA    |
| 2       | Stephen Bird        | 34.584 | FA    |
| 3       | Manfredi Rizza      | 34.686 | FA    |
| 4       | Aleksejs Rumjancevs | 34.722 | FA    |
| 5       | Ignas Navakauskas   | 35.168 |       |
| 6       | Péter Molnár        | 35.207 |       |
| 7       | Rubén Voisard       | 35.439 |       |
| 8       | Cho Kwang-hee       | 35.869 |       |

## Finały

### Finał B
| Pozycja | Zawodnik           | Czas   | Uwagi |
| ------- | ------------------ | ------ | ----- |
| 1       | Ignas Navakauskas  | 37.075 |       |
| 2       | Petter Menning     | 37.104 |       |
| 3       | César de Cesare    | 37.169 |       |
| 4       | Cho Kwang-hee      | 37.265 |       |
| 5       | Marko Novaković    | 37.415 |       |
| 6       | Jewgienij Łukancow | 37.482 |       |
| 7       | Péter Molnár       | 37.896 |       |
| 8       | Rubén Voisard      | 38.061 |       |

### Finał A
| Pozycja | Zawodnik            | Czas   | Uwagi |
| ------- | ------------------- | ------ | ----- |
| złoto   | Liam Heath          | 35.197 |       |
| srebro  | Maxime Beaumont     | 35.362 |       |
| brąz    | Saúl Craviotto      | 35.662 |       |
| brąz    | Ronald Rauhe        | 35.662 |       |
| 5       | Aleksejs Rumjancevs | 35.891 |       |
| 6       | Manfredi Rizza      | 36.000 |       |
| 7       | Mark de Jonge       | 36.080 |       |
| 8       | Stephen Bird        | 36.426 |       |